# Кухарук Роман Васильович
Роман Васильович Кухарук (нар.10 серпня 1968, Чернівці) — український прозаїк, поет, журналіст і громадський діяч. Живе у Києві. Голова Українського клубу.

## Дитинство
Дитинство пройшло у селі Зелений Гай Новоселицького району, звідки родом його мати.

## Освіта
Закінчив Новоселицьку Сш № 1 (тепер — Новоселицька гімназія).
У 1993 закінчив філологічний факультет Київського університету ім. Т. Шевченка.

## Кар'єра
Після закінчення середньої школи більше року працював кореспондентом газети «Ленінським шляхом» (тепер — «Слово правди»).
З вересня 1991 — кореспондент агентства «Українське інформаційне бюро».
Після — редактор відділу у Київському представництві газети «Пост-Поступ», кореспондент УНІАН.
З березня 1994 — заступник головного редактора газети «Київський телеграф».
У 1994–1998 — головний редактор газети «Селянська спілка».
Був супервайзером радіо «Свобода», президентом Центру «Свобода слова», головним редактором журналу «Соборність».
З грудня 1998 — головний редактор і видавець журналу «Український скоропис» і газети «Новий Київський телеграф».
Був організатором і редактором газети «Влада і політика».
Недовгий час працював директором бюро пропаганди Національної спілки письменників України.

## Громадська діяльність
З жовтня 2003 — голова правління Всеукраїнської спілки «Літературний форум».

## Творчість
Був членом Національної спілки письменників України.Виключений.
Автор 50 публікацій, зокрема:
- брошури «Четверта влада в Україні: реальність міфу» (1996, співавтор),
- збірок поезій «Йой» (1993), «Прощальне вино» (2007), «Портрет» (2008),
- романів: «Пригоди Котамури» (1996), «Любити хлопчика» (1998), «Масло на хлібі» (1999), «Муха з цукром» (2000), «Відчуваючи сніг» (2001),
- книг «Свобода проти України» (2001), «Гербарій з кров´ю» (2003), «Письменник — основа культури» (2003), «Висохла вода» (2005), «Безрадісна політика» (2008).

## Родина
Дружина Михальчук Оксана Іванівна (1971) — кандидат філологічних наук, науковий співробітник Інституту мовознавства ім. О. Потебні НАНУ, дочки Уляна (1999) і Софія (2004).